# Франьо Прце
Франьо Прце (хорв. Franjo Prce, хорватська вимова: [frǎːɲo př̩ːtse]; 7 січня 1996) — хорватський футболіст, центральний захисник клубу «Славен Белупо».

## Клубна кар'єра
Народився в місті Чапліна, Боснія і Герцеговина. Розпочав свою кар'єру в молодіжній академії хорватського клубу «Хайдук» (Спліт). Проте, після небажання клубу надати йому професіональний контракт і замість цього використати його в резервній команді, він відмовився прийняти пропозицію про продовження контракту.
16 серпня 2014 року він переїхав до італійського «Лаціо» за 300 тис. євро і підписав з «орлами» професіональний договір. Він провів 27 ігор за резервну команду під час сезону 2014/15. З цією командою став молодіжним віце-чемпіоном, поступившись лише у фіналі «Торіно». Також римська молодіжна команда стала переможцем юнацького Кубка Італії та учасником молодіжного суперкубка країни, де поступились тому ж таки «Торіно» 13 січня 2016 року він був відданий в оренду до кінця сезону в клуб «Салернітана».
23 жовтня 2016 року Прце дебютував за першу команду «Лаціо», замінивши Феліпе Андерсона в кінцівці матчі Серії А проти «Торіно» (2:2) Цей матч так і залишився єдиним для хорвата за основну команду, а вже 12 січня 2017 року він був відданий в оренду до кінця сезону в «Брешію». Після того, як захисник не зумів закріпитись в основі команди Серії Б, він був достроково відкликаний зі своєї оренди римським клубом.
31 січня 2018 року Прце на правах оренди відправився на батьківщину в клуб «Істра 1961» до кінця сезону, а після цього 17 липня 2018 року приєднався до кіпрського клубу «Омонія», з яким підписав трирічний контракт. 25 серпня він дебютував за новий клуб у матчі проти «Алкі Орокліні» і в цій же грі забив перший гол, принісши перемогу 1:0.
25 червня 2019 року підписав трирічний контракт із львівськими «Карпатами».

## Збірна
З командою до 17 років був учасником юнацького чемпіонату Європи 2013 року в Словаччині. На турнірі Франьо зіграв у всіх трьох матчах, а його команда зайняла третє місце, що не дало можливості вийти в плей-оф, втім дало право того ж року поїхати на юнацький чемпіонат світу 2013 року в ОАЕ. Втім і тут хорватські юнаки зайняли 3-тє місце в групі і не вийшли в плей-оф, хоча Прце відіграв у всіх трьох іграх.
23 березня 2017 року зіграв свій єдиний матч у складі молодіжної збірної Хорватії, відігравши 60 хвилин товариської гри проти однолітків із Словенії.

## Statistics
| Клуб        | Сезон   | Ліга       | Ліга | Ліга  | Кубок | Кубок | Інше | Інше  | Всього | Всього |
| Клуб        | Сезон   | Ліга       | Ігор | Голів | Ігор  | Голів | Ігор | Голів | Ігор   | Голів  |
| ----------- | ------- | ---------- | ---- | ----- | ----- | ----- | ---- | ----- | ------ | ------ |
| Лаціо       | 2014–15 | Серія A    | 0    | 0     | 0     | 0     | —    | —     | 0      | 0      |
| Лаціо       | 2015–16 | Серія A    | 0    | 0     | 0     | 0     | 0    | 0     | 0      | 0      |
| Лаціо       | 2016–17 | Серія A    | 1    | 0     | 0     | 0     | —    | —     | 1      | 0      |
| Лаціо       | Всього  | Всього     | 1    | 0     | 0     | 0     | 0    | 0     | 1      | 0      |
| Салернітана | 2015–16 | Серія B    | 0    | 0     | 0     | 0     | —    | —     | 0      | 0      |
| Брешія      | 2016–17 | Серія B    | 7    | 0     | 0     | 0     | —    | —     | 7      | 0      |
| Істра 1961  | 2017–18 | Перша ліга | 16   | 0     | 0     | 0     | 2    | 0     | 18     | 0      |
| Омонія      | 2018–19 | 1 дивізіон | 17   | 1     | 2     | 1     | —    | —     | 19     | 2      |
| Загалом     | Загалом | Загалом    | 41   | 1     | 2     | 1     | 2    | 0     | 45     | 2      |